# Daniel Bailey
Daniel Everton Bailey (1986. szeptember 9. –) Antigua és Barbuda-i sprinter atléta, világbajnoki bronzérmes, olimpikon.
Bailey részt vett a 2003-as ifjúsági világbajnokságon, ahol 200 méteren negyedik, 100 méteren elődöntős volt. A 2004-es junior atlétikai világbajnokságon 100 méteren ért el negyedik helyezést. Ebben az évben ugyanezen a távon indult az olimpián is, de a selejtezőben kiesett. A 2005-ös atlétikai világbajnokságon sem jutott tovább a futamából.
A következő világverseny, amelyen indult, a 2008. évi nyári olimpiai játékok volt. Itt a második körben esett ki. 2009-ben kerül először 10 másodperc alá. Párizsban 9,91-dal országos csúcsot ért el. A 2010-es fedett pályás atlétikai világbajnokságon 6,57 másodperccel bronzérmet szerzett 60 méteren, ezzel Antigua és Barbuda első világeseményen érmet szerzett sportolója lett. A 2010-es közép-amerikai és karibi játékokon második volt 100 méteren.
A 2011-es fedett pályás szezont kihagyta. Jamaicában 200 méteren 20,51 másodpercre javította élete legjobbját. Év közben többször teljesítette ismét a 100 métert 10 másodperc alatt.